# Refractometru

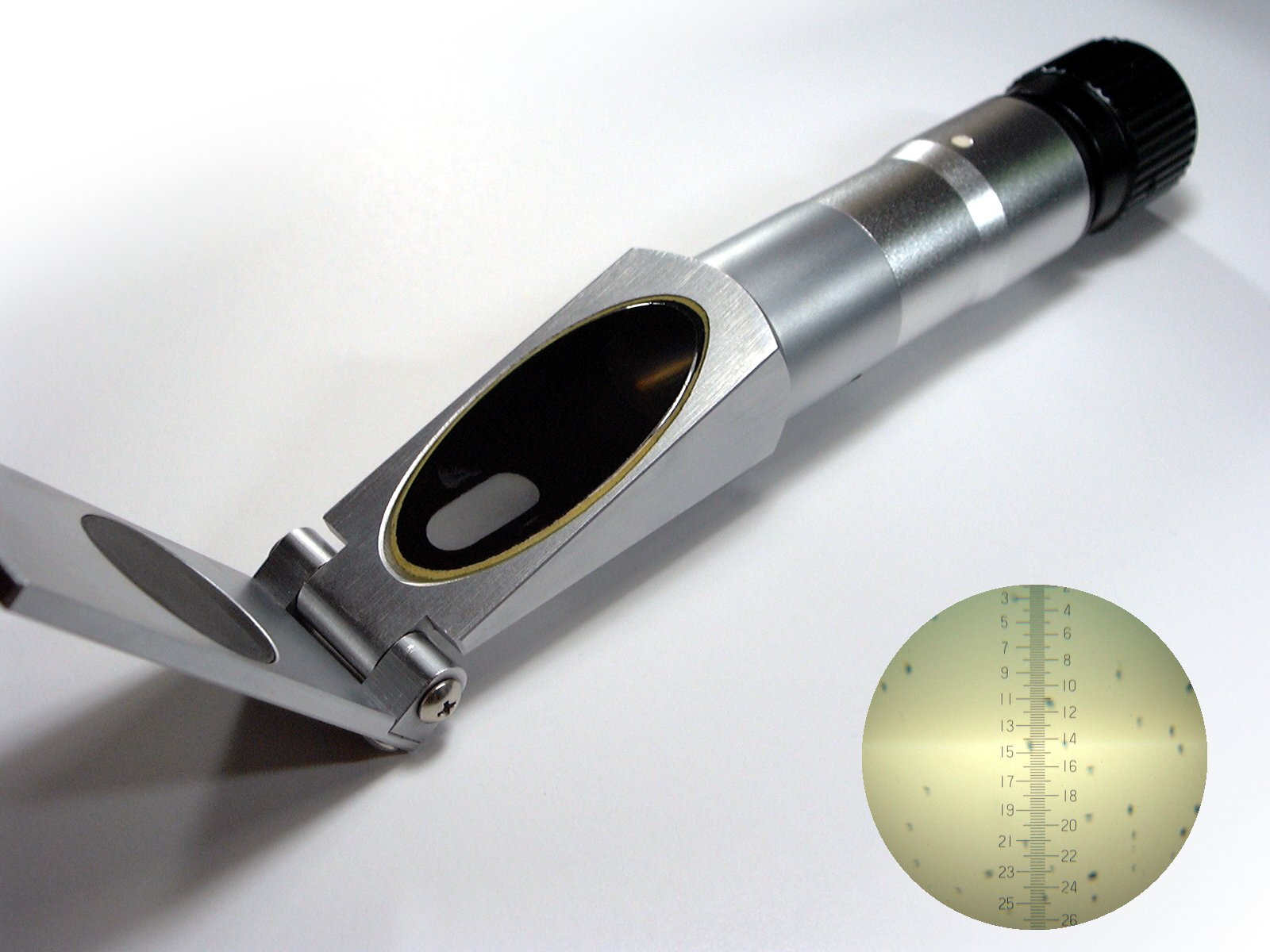
Un refractometru manual

Refractometrul este un aparat de măsurare a indicelui de refracție. Poate fi folosit pentru determinarea compoziției unui amestec pe baza formulei Gladstone-Dale.